# Pseudemys
Genre
Synonymes
- Ptychemys Agassiz, 1857
- Nectemys Agassiz, 1857

Pseudemys est un genre de tortues de la famille des Emydidae.

## Répartition
Ces tortues se rencontrent dans le sud des États-Unis et au Mexique.

## Description
Les Pseudemys sp. sont des tortues aquatiques à semi aquatiques (bonne période d'insolation au sec, activités de chasse au sol).
Ces espèces ont un régime omnivore très diversifié, surtout en grandissant : elles consomment à la fois des végétaux communs de berges ou d'eau, des petits poissons (vifs comme morts), des charognes, et des invertébrés (insectes, larves diverses présentes dans les biotopes, coques...). Les régimes sont opportunistes et varient avec l'âge : petites les Pseudemys sont souvent plus portées sur la nourriture carnée, plus grandes elles complètement leur régime avec les végétaux présents.
Ces tortues atteignent parfois plus de 30 cm de plastron selon espèce, les carapaces sont souvent brune ou olive, avec souvent des motifs plus clairs. Le plastron est en général jaune-beige avec ou sans motif, jusqu'à rouge vif pour certaines espèces (P. rubiventris) ou certains vieux exemplaires in natura (phénomène de coloration rouge observé sur des Pseudemys âgées d'autres espèces que la P. rubiventris), et les motifs du corps sont souvent sombres avec des lignes claires dont les motifs varient selon l'espèce (signe de détermination).
Les femelles pondent en général une vingtaine d'œufs vers la fin du printemps, en une ou plusieurs pontes.

## Liste des espèces
Selon TFTSG (27 mai 2011) :
- Pseudemys alabamensis Baur, 1893
- Pseudemys concinna (LeConte, 1830)
- Pseudemys gorzugi Ward, 1984
- Pseudemys nelsoni Carr, 1938
- Pseudemys peninsularis Carr, 1938
- Pseudemys rubriventris (LeConte, 1830)
- Pseudemys texana Baur, 1893

## Publication originale
- Gray, 1856 "1855" : On some New Species of Freshwater Tortoises from North America, Ceylon and Australia, in the collection of the British Museum. Proceedings of the Zoological Society of London, vol. 23, p. 197-202 (texte intégral).